# Kanadska monarhija
Kanada je ustavna monarhija i dio Commonwealtha, s kraljem Karlo III. kao svojim monarhom od 8. rujna 2022. godine. Kralj je de jure vladarom države, i iako drži određen broj ovlaštenja samostalno, de facto vladarom države smatra se generalni guverner. 
U praksi, kralj Karlo III. jednostavno se oslovljava kao kralj ili kralj Kanade.